# Vesti (Ukraine)
Ne doit pas être confondu avec la chaîne russe Rossiya 24, dont l'ancien nom est Vesti.
Vesti est un quotidien ukrainien en langue russe. Le journal est distribué gratuitement dans les principales villes d'Ukraine (Kiev, Lviv, Kharkiv). Dans les autres régions d'Ukraine, il existe un abonnement payant.
Média à l'histoire et au financement opaques, il est accusé de relayer la propagande de la Russie, ce qui est contesté par d'autres sources. Le journal et ses propriétaires successifs font l'objet de plusieurs enquêtes, notamment pour des soupçons de blanchiment d'argent, considérées par certaines sources comme ayant un but politique.

## Histoire

### Création
Le média est créé en 2012, grâce à des financements anonymes, en partie issus des revenus de l'ex-ministre des Revenus et taxes Oleksandr Klymenko, et son premier numéro sort gratuitement peu de temps après. En février 2013, Alexander Chalenko, ancien éditorialiste du journal ukrainien Segodnya, fait état du retour en Ukraine d'Ihor Goujva, ancien rédacteur en chef de Segodnya, originaire de Moscou, où il est rédacteur en chef du journal Moscow News. Selon lui, des employés du journal Segodnya ont été attirés au sein du nouveau projet d'Ihor Goujva[réf. nécessaire]. Vesti appartient à un groupement de médias, dont font également partie une chaîne de télévision, une station de radio et un magazine hebdomadaire. Ce groupe est initialement la propriété de Goujva via la holding Madi-Invest Group. Klymenko, ainsi que son attachée de presse et compagne officieuse Olga Semtchenko, influent vraisemblablement sur la ligne éditoriale,.
Le journal est distribué gratuitement dans les grandes villes du pays et son financement demeure opaque,.
En juin 2015, le journal est visé par des manifestations réclamant un changement de ligne éditoriale. Le parlementaire Ihor Loutsenko, à la tête de militants radicaux, adresse un ultimatum au journal et le menace d'actions violentes si aucun changement n'a lieu.

### Affaires judiciaires
En avril 2013, les médias ukrainiens annoncent que Viktor Medvedtchouk est impliqué dans le fonctionnement du journal Vesti. En mai 2014, un document retrouvé dans la résidence de Viktor Ianoukovitch à Mejyhiria indique que l'oligarque Serhiy Kourtchenko est lié au journal, car les questions juridiques du journal sont traitées par Anna Sitnik, une avocate du groupe SEPEC, qui lui appartient. D'autres sources relient le quotidien au fils de l'ancien président ukrainien Viktor Ianoukovytch.
Le financement opaque du journal conduit l'Ukraine à ouvrir des enquêtes, à la suite de soupçons de blanchiment d'argent par des oligarques via la Crimée. Les autorités s'inquiètent également d'un possible financement russe. Des personnalités politiques, comme la présidente de la commission de la Rada sur la liberté d'expression ou le président ukrainien Petro Porochenko, questionnent publiquement l'origine de l'argent, soupçonnant que les fonds viennent de Russie.
En 2015, une nouvelle procédure est ouverte, cette fois pour un chef d'accusation plus politique, « compromission de l'intégrité territoriale et de l'inviolabilité de l'Ukraine ». Elle prend appui sur trois articles, accusés d'avoir recours de manière trop abondante à des citations de sympathisants séparatistes du Donbass.
En 2018, la rédaction est mise sous scellés et perquisitionnée à la suite d'accusations de corruption à l'encontre du propriétaire, Oleksandr Klymenko. La décision est vue comme une « atteinte à la liberté de la presse » et certains journalistes la décrivent comme une « guerre du pouvoir contre les médias critiques ». L'Ukraine affirme toutefois que les investigations ne visent que de potentielles activités financières illicites et non l'activité journalistique, et que « toutes les précautions ont été prises pour ne pas l'entraver ».
Le leader de l'Union nationale des journalistes d'Ukraine critique ce qu'il juge comme une « approche sélective » dans leurs investigations, à l'encontre du journal.

## Ligne éditoriale
Au cours de l'Euromaïdan, le journal ne soutient pas les manifestants et adopte une position sceptique vis-à-vis des événements. Il relaie cependant les opérations policières brutales menées par les Berkout contre les opposants au pouvoir ; ce qui coûte la vie à l'un des journalistes. Par la suite, le quotidien est critique de la politique menée par l'Ukraine. Il donne régulièrement la parole aux Ukrainiens mécontents de la politique économique du gouvernement, de la gestion de la guerre du Donbass, de la politique linguistique et mémorielle ukrainienne. Pour le journaliste ukrainien Denis Kazansky, Ihor Goujva, le premier propriétaire du journal, « n'est pas un journaliste » mais « un politicien pratiquant le journalisme », dont le parti « est en conflit avec le gouvernement ». Selon Brian Milakovsky, « Vesti et strana.ua [un autre site possédé par Goujva] sont représentatifs de l’un des camps idéologiques dominants d’Ukraine, qui s’oppose à l’ordre post-Maïdan, aspire à « huit hryvnia pour un dollar », ce qui avait cours sous l’ancien président Viktor Ianoukovitch et critique l’opération militaire dans l’Est. De nombreux libéraux se méfient de ce camp et le soupçonnent de se fondre facilement dans le séparatisme. Mais le fait est que beaucoup d'Ukrainiens y souscrivent ».
Pour certains Ukrainiens, le journal est « une arme dans la guerre informationnelle menée par Moscou ». Il diffuse en effet des informations qui font écho aux éléments de langage de la propagande russe, ce qui lui vaut des critiques ; des manifestants appellent à la fermeture du journal en septembre 2014. Selon Kazansky, Vesti et strana.ua « filtrent l'information à travers les « intérêts moscovites » de leurs soutiens politiques ».
Le journal adopte cependant une ligne éditoriale moins critique et plus lisse au fil du temps, s'inscrivant dans le projet politique mis en avant par Klymenko en faisant la promotion de l'oligarque et homme politique dans ses articles. L'enjeu politique derrière le journal diminue du même coup. Pour Brian Milakovsky, la pression politique exercée par le pouvoir ukrainien avait peut-être pour but « de démanteler ce journal problématique sans le fermer, ce qui entraînerait un tollé international ».

## Propriétaires
En juillet 2015, Igor Goujva annonce la vente de son action et sa démission du poste de chef de l'entreprise et rédacteur en chef du journal Vesti. Il aurait été poussé à prendre cette décision par Oleksandr Klymenko. Le journal est vendu à Olga Semtchenko. Oleksandr Klymenko en est par la suite le propriétaire et directeur. Tous trois quittent l'Ukraine pour échapper aux poursuites judiciaires les visant.